# Jiguanshi
Jiguanshi (kinesiska: 鸡冠石) är en köping i sydvästra Kina. Den ligger i stadsdistriktet Nan'an, omkring 6 kilometer nordost om det centrala stadsdistriktet Yuzhong. Antalet invånare är 16 053. Befolkningen består av 7 667 kvinnor och 8 386 män. Barn under 15 år utgör 11,0 %, vuxna 15-64 år 81 %, och äldre över 65 år 7,0 %.